# مونفريو
بلدية مونفريو (بالإسبانية: Monfero)‏، هي إحدى بلديات مقاطعة لا كرونيا إحدى مقاطعات إسبانيا، و التي تقع في منطقة جليقية شمال غرب إسبانيا.
يبلغ عدد سكانها 2.595 نسمة وفقاً لإحصائية سنة (2002).